# Fuscidea arboricola
Fuscidea arboricola är en lavart som beskrevs av Coppins & Tønsberg. Fuscidea arboricola ingår i släktet Fuscidea och familjen Fuscideaceae.  Arten är reproducerande i Sverige. Inga underarter finns listade i Catalogue of Life.